# Monete da 5 euro italiane
Quasi tutti i paesi che hanno adottato l'euro come moneta, oltre ai classici valori nominali, hanno coniato anche monete commemorative da collezionismo con valore nominale di 5€.
L'Italia ha iniziato a coniare monete in argento da 5€ nel 2003. Tutte le monete italiane di questo tipo hanno un diametro di 32 mm, un peso di 18 grammi e sono in argento 925; la tiratura invece cambia da moneta a moneta, così come cambia il soggetto.
Alcune monete vengono vendute dal IPZS accompagnate dalla serie divisionale di quell'anno.

## 2003
- Europa del lavoro (tiratura 62.000 - con serie divisionale)
- Europa dei popoli (tiratura 32.000)

## 2004
- 50 anni di trasmissioni televisive (tiratura 40.000 - con serie divisionale)
- Mondiali di calcio 2006 (tiratura 34.750)
- 100° prima rappresentazione dell'opera Madama Butterfly (tiratura 21.500)

## 2005
- 85° nascita di Federico Fellini (tiratura 31.100 - con serie divisionale)
- XX Giochi Olimpici Torino 2006 (Pattinaggio su ghiaccio) (tiratura 40.000)
- XX Giochi Olimpici Torino 2006 (Sci di fondo) (tiratura 27.600)
- XX Giochi Olimpici Torino 2006 (Salto) (tiratura 24.800)

## 2006
- Mondiali di calcio 2006 di Germania (tiratura 19.200)
- 60° della Repubblica (tiratura 27.800 - con serie divisionale)

## 2007
- 5º anniversario ratifica del Protocollo di Kyoto (tiratura 24.510 - con serie divisionale)
- 200° nascita di Giuseppe Garibaldi (tiratura 8.000)
- 50° morte di Arturo Toscanini (tiratura 7.000)
- 100° nascita di Altiero Spinelli (tiratura 7.000)

## 2008
- 30º anniversario dell'IFAD (tiratura 23.600 - con serie divisionale)
- 60° della Costituzione italiana (tiratura 9.000)
- 100° nascita di Anna Magnani (tiratura 9.000)
- 200° nascita di Antonio Meucci (tiratura 9.000)

## 2009
- 300º anniversario della scoperta di Ercolano (tiratura 7.800)
- 100º anniversario del Giro d'Italia (tiratura 11.200)
- XIII Campionati Mondiali di Nuoto (tiratura 24.100 - con serie divisionale)

## 2010
- 100º anniversario della Confindustria (tiratura 7.500)
- Italia delle Arti: Campania (Napoli) (tiratura 7.500)
- 100º anniversario della Alfa Romeo (tiratura 22.000 - con serie divisionale)

## 2011
- 180º anniversario del Consiglio di Stato (tiratura 7.000)
- 150º anniversario dell'Unità d'Italia (tiratura 23.500 - con serie divisionale)
- 150º anniversario dell'Unità d'Italia (tiratura 10.500) (identica alla precedente ma senza serie divisionale)
- 100º anniversario del Palazzo della Zecca (tiratura 7.000)
- Italia delle Arti: Lazio (Anagni) (tiratura 7.000)

## 2012
Fonte:
- 500º anniversario della presentazione degli affreschi della Cappella Sistina (tiratura 24.500 - con serie divisionale)
- 150º anniversario dell'Unificazione Monetaria Italiana (tiratura 7.000)
- 150º anniversario della costituzione della Corte dei conti (tiratura 7.000)
- Italia delle Arti: Molise (Campobasso) (tiratura 7.000)

## 2013
Fonte:
- 150º anniversario della nascita di Gabriele D'Annunzio (tiratura 24.000 - con serie divisionale)
- 150º anniversario della scomparsa di Giuseppe Gioachino Belli (tiratura 7.000)
- Ville e Giardini storici: Villa Adriana (Tivoli) (tiratura 7.000)
- Italia delle Arti: Sicilia (Selinunte) (tiratura 7.000)

## 2014
Fonte:
- 500º morte del Bramante (tiratura 19.000 - con serie divisionale)
- Semestre di presidenza italiana dell'Unione europea (tiratura 5.000)
- Ville e giardini storici: Villa Lante di Bagnaia (tiratura 5.000)
- Italia della arti: Liguria (San Fruttuoso) (tiratura 5.000)

## 2015
Fonte:
- 500º della nascita di San Filippo Neri (tiratura 15.000 - con serie divisionale)
- 100º del terremoto di Avezzano (tiratura 5.000)
- Italia delle arti: Umbria (Perugia) (tiratura 4.000)
- Ville e giardini storici: Giardino di Boboli a Firenze (tiratura 4.000)

## 2016
Fonte:
- 150º della nascita di Benedetto Croce (tiratura 14.000 - con serie divisionale)
- 150º della fondazione del Corpo militare della Croce Rossa Italiana (tiratura 7.000)
- Ville e giardini storici: Villa Cicogna Mozzoni a Bisuschio (tiratura 4.000)
- Italia delle arti: Marche (Recanati) (tiratura 4.000)

## 2017
Fonte:
- 60º Anniversario dei Trattati di Roma (tiratura 13.000 - con serie divisionale)
- 50º Anniversario della scomparsa di Totò (tiratura 15.000. Bimetallica: centro cupronichel, anello bronzital)
- 200º Anniversario della nascita della Polizia Penitenziaria (tiratura 8.000)
- 230º Anniversario della nascita di Francesco De Sanctis (tiratura 3.000)
- 60º Anniversario della nascita della Fiat 500 (tiratura 4.000)
- Italia delle Arti: Trentino-Alto Adige (Trento) (tiratura 3.000)

## 2018
Fonte:
- 70º anniversario dell'entrata in vigore della Costituzione italiana (tiratura 15.000 - con serie divisionale)
- Tesori artistici di Amatrice (tiratura 20.000. Bimetallica: centro cupronichel, anello bronzital)
- 50º anniversario della fondazione dell'Associazione nazionale della Polizia di Stato (tiratura 5.000)
- 900º anniversario della consacrazione del Duomo di Pisa 1118-2018 (tiratura 4.000)
- Serie Italia delle arti: Veneto (Ville venete) (tiratura 4.000)

## 2019
Fonte:
- 150º Anniversario della fondazione della Ragioneria Generale dello Stato (tiratura 2.500)
- Serie Eccellenze Italiane: Vespa (Quella verde con una tiratura di 3.000 pezzi, quella bianca e quella rossa con una tiratura di 7.000 pezzi ciascuna. Inoltre era disponibile un set completo delle tre monete con una tiratura di 1.000 pezzi).
- 100º anniversario della morte di Cesare Maccari (tiratura 2500)
- 50º Anniversario dello sbarco dell’uomo sulla Luna (tiratura 6000)
- 50º Anniversario della fondazione del Comando Carabinieri per la Tutela del Patrimonio Culturale (tiratura 5.000. Bimetallica: centro cupronichel, anello bronzital)
- Centenario dell'Associazione Nazionale degli Alpini (tiratura 10.000. Bronzital)
- 30º Anniversario della caduta del Muro di Berlino (tiratura 6.000)
- 100º Anniversario della nascita di Fausto Coppi (tiratura 8.000. Bimetallica: centro cupronichel, anello bronzital)
- Serie Italia delle arti: Toscana (Firenze) (tiratura 4.000)

## 2020
Fonte:
- Serie Grandi Artisti Italiani: Eduardo De Filippo (tiratura 7.000. Bimetallica: centro cupronichel, anello bronzital)
- Serie Eccellenze Italiane: Olivetti “Lettera 22” (tiratura 4.000 - con serie divisionale)
- 30º Anno della Fondazione Telethon (tiratura 5.000)
- Anno internazionale della salute delle piante (tiratura 10.000 - con serie divisionale)
- Serie Mondo Sostenibile Animali in via di estinzione: Tigre (tiratura 6.000. Bronzital)
- Serie Cultura Enogastronomica Italiana: Campania - Pizza e Mozzarella (tiratura 8.000. Cupronichel)
- 500º Anniversario della morte di Raffaello Sanzio (tiratura 5.000)
- 50º Anniversario dell'Istituzione delle regioni a statuto ordinario (tiratura 2.500)
- Vertice del G20 di Roma del 2021 (tiratura 4.000. Bimetallica: centro cupronichel, anello bronzital)

## 2021
Fonte:
- Campionati del Mondo di sci alpino 2021 (tiratura 5000)
- Serie Eccellenze Italiane: NUTELLA® del Gruppo Ferrero (tiratura 10000)
- 150º anniversario della nascita di Grazia Deledda (tiratura 6000)
- Serie Grandi Artisti italiani: Ennio Morricone (tiratura 8000)
- Serie Grandi Artisti italiani: Ennio Morricone (tiratura 10.000. Bimetallica: centro cupronichel, anello bronzital)
- Serie Cultura Enogastronomica Italiana: Emilia-Romagna - Lambrusco e Tortellini (tiratura 12.000. Cupronichel)
- 700º anniversario della scomparsa di Dante Alighieri: l'Inferno (tiratura 6000, argento con elementi colorati)
- 450º anniversario della nascita di Caravaggio (tiratura 6000)
- Serie Mondo Sostenibile Animali in via di estinzione: Orso polare (tiratura 10.000. Bronzital)
- 150º anniversario dell'invenzione del telefono di Antonio Meucci (tiratura 3000. rame)
- Serie Cultura Enogastronomica Italiana: Sicilia - Passito e Cannolo siciliano (tiratura 12.000. Cupronichel)
- 100º Anniversario del Milite Ignoto (tiratura 5.000)

## 2022
Fonte:
- 150º anniversario della fondazione della Pirelli (trittico con soggetto: Pubblicità “Pneu PIRELLI” del 1914, Pubblicità “PIRELLI-CINTURATO" del 1957 e Pneumatico Pirelli P-Zero) (tiratura 4.000)
- 800º anniversario dell'Università di Padova (tiratura 5.000)
- Serie cultura enogastronomica italiana: Puglia - Primitivo e Orecchiette (tiratura 15.000. Cupronichel)
- 40º Anniversario Italia campione del mondo - Paolo Rossi (tiratura 6.000)
- 100º anniversario dell'Autodromo nazionale di Monza (tiratura 8.000 - con serie divisionale)
- 100º anniversario dell'Autodromo nazionale di Monza (tiratura 8.000) (identica alla precedente ma senza serie divisionale)
- Serie grandi artisti italiani: Alberto Sordi (tiratura 10.000. Bimetallica: centro cupronichel, anello bronzital)
- Serie Mondo sostenibile Animali in via di estinzione: Giaguaro (tiratura 10.000. Bronzital)
- 700º anniversario della scomparsa di Dante Alighieri: il Purgatorio (tiratura 6.000,aregtno con elementi colorati)
- Serie Eccellenze Italiane: Figurine Panini (trittico con soggetto: Calciatore con la maglia verde, con la maglia bianca e con la maglia rossa) (tiratura 7.000)
- 200º anniversario della scomparsa di Antonio Canova (tiratura 5.000)
- 30º anniversario dell’istituzione del Comando Carabinieri Antifalsificazione Monetaria (tiratura 4.000. Bimetallica: centro cupronichel, anello bronzital)
- Serie Cultura Enogastronomica Italiana: Lombardia - Franciacorta e Panettone (tiratura 15.000. Cupronichel)

## 2023
Fonte:
- Capitali italiane della cultura: Bergamo e Brescia (tiratura 4.000, rame)
- 250º anniversario della scomparsa di Luigi Vanvitelli (tiratura 6.000, argento)
- Serie fumetti: Diabolik (tiratura 10.000 set tre pezzi, argento con elementi colorati)
- Cento anni dell'Aeronautica militare (tiratura 5.000, argento con elementi colorati)
- Serie cultura enogastronomia italiana: Veneto - Prosecco e Granceola (tiratura 15.000)
- Cento anni dell'istituzione del Parco nazionale d'Abruzzo, Lazio e Molise (tiratura 5.000, argento con elementi colorati)
- Tutela dell'ambiente nella Costituzione italiana (tiratura 3.000, argento / rame con elementi colorati)
- Serie grandi artisti italiani: Raffaella Carrà (tiratura 15.000, bronzital / cupronichel)
- Sviluppo demografico (tiratura 4.000, argento)
- Serie eccellenze italiane: Giorgio Armani (tiratura 7.000 set da tre pezzi, argento)
- Serie Mondo Sostenibile Animali in via di estinzione: Elefante africano (tiratura 10.000, bronzital con elementi colorati e fluorescenza)
- 700º anniversario della scomparsa di Dante Alighieri: il Paradiso (tiratura 6.000, argento con elementi colorati)
- 100º anniversario della nascita di Italo Calvino (tiratura 9.000, argento con serie divisionale)
- 170 anniversario dell'istituzione dell'Agenzia delle dogane e dei monopoli (tiratura 2.500, argento con elementi colorati)
- Serie cultura enogastronomica italiana: Lazio - Frascati e Amatriciana (tiratura 10.000, cupronichel con elementi colorati)
- 75º Anniversario dalla prima seduta del Senato della Repubblica (tiratura 6.098, argento con elementi colorati. Emissione straordinaria)
- Moneta commemorativa “Serie Grandi Artisti Italiani” Raffaella Carrà

## 2025
- Serie Canzoni italiane: Il cielo Renato Zero